# Белобрад буревестник
Белобрад буревестник (Procellaria aequinoctialis) е вид птица от семейство Procellariidae. Видът е световно застрашен, със статут Уязвим.

## Разпространение
Видът е разпространен в Антарктида, Аржентина, Австралия, Бразилия, Мадагаскар, Мозамбик, Намибия, Нова Зеландия, Перу, Света Елена, Възнесение, Тристан да Куня, Уругвай, Фолкландски острови, Френски южни и антарктически територии, Хърд и Макдоналд, Чили, Южна Африка и Южна Джорджия и Южни Сандвичеви острови.